# 보충병역
보충병역(補充兵役) 또는 보충역(補充役)은 병역의 종류 중 하나이다. 현역 병원(兵員)이 초과했을 때 현역 군인의 결원을 보충하기 위해 군사훈련 성격의 소집을 하도록 하고, 병력이 부족해졌을 때 병력을 보충하기 위한 병역 역종이다. 보충병역에 속한 병사를 일컫는 용어를 보충병(補充兵)으로 부르는데, 예비역이라는 이름과 다른 이름을 사용하는 이 역종은 동아시아 국가의 병역 제도에서 찾을 수 있다. 영문 번역으로 Replenishment military service 또는 replenishment territorial army and naval volunteer reserve(일본 제국의 보충병역), Replacement service(중화민국의 보충병역), Supplementary service(대한민국의 보충역) 등으로 번역된다. 보충병은 Replacement soldier로 번역된다.
보충병역을 대상으로 병력이 부족해졌을 때 병력 보충을 위한 입영을 보궐입영(補闕入營), 임시소집(臨時召集) 등으로 불렸다.

## 대한민국
대한민국의 보충역은 1945년 이전의 일본과 달리 1960년대 후반과 1970년 초반 사이의 시기부터 대체복무 성격으로 운용되고 있다.
대한민국은 병역법이 제정된 1949년에 보충병역이라는 이름으로 운용되기 시작하였으며, 제정 당시 제1보충병역, 제2보충병역이었다. 1957년의 병역법 전부 개정에 의하여 이를 폐지하였으며, 당시 역종이 보충병역인 사람들은 연령에 따라 제1예비역, 제2국민병역으로 편입되었다. 그 후 1962년부터 제1보충역, 제2보충역 제도의 제정으로 보충역 제도를 재제정하였다. 1964년 방위소집이라는 제도가 제정되었다. 1964년에 제정된 방위소집은 1969년 방위병이 생긴 이후에는 방위병으로 소집되어 복무한다는 것을 의미하게 되었다. 1971년 제1보충역, 제2보충역이 폐지되었으며, 1973년에는 특정 자격을 요하는 보충역이 제정되었는데, 1960년대 후반과 1970년대 초반 사이의 시기에 대한민국의 보충역은 대체복무 성격으로 운용되기 시작했다.
1995년 방위소집 제도가 폐지된 후 시행된 사회복무요원이 보충역으로 분류되면서 1995년 이후의 보충역은 의무적인 군사훈련 후 민간분야에서의 대체복무를 의미하게 되었다.
2023년부터 신체 등급 4급 보충역 중 현역 복무를 선택한 사람도 희망 시 상근예비역 소집 대상으로 선발될 수 있게 됐다.다만 현역 전환 신청 후 상근 입대 희망 신청을 하는거라 상근 선발에 떨어지면 현역으로 복무해야 한다.

## 일본
일본은 1879년 제정된 징병사무조례(徵兵事務條例)에 보충병 관련 조항이 있었으며, 이 조항은 제125조부터 제130조까지 구성되어 있었다. 1927년 징병령을 대신한 병역법이 제정되었을 때의 조문에는 보충병역으로 되어 있었다.

## 중화민국
중화민국은 1946년 병역법 개정으로 보충병역이라는 역종이 추가되었는데, 중화민국의 보충병역은 현역의 보충병역, 예비역의 보충병역으로 구분되었다.
| 중화민국 병역법(1946년 9월 28일 전문개정, 1946년 10월 10일 공표) | 중화민국 병역법(1946년 9월 28일 전문개정, 1946년 10월 10일 공표) |
| 조문의 원어 | 조문의 한국어 번역 |
| --- | --- |
| 第八條 補充兵役分左列二種： 一、現役：凡適合常備兵役之超額男子，視國防需要，每年徵集一部入營，由常備師或管區施以四個月至六個月之訓練，期滿退伍。 二、預備役：以補充兵現役期滿退伍者充之，至屆滿四十五歲止除役。 | 제8조 보충병역은 좌와 같이 2개 종으로 나뉜다: 1.현역:대체로 상비병역에 적합한 남자로서, 국방의 수요를 보고 매년 1편씩 징집하여 입영한다. 상비사단 또는 관구에는 4개월에서 6개월까지 훈련을 실시한 후 만기 제대한다. 2.예비역: 보충병 현역 만기 제대자로 충원하고, 만 45세가 되면 제역한다. |
| 第十一條 補充兵在戰時依戰事需要，得依年次召集，參加作戰，並得臨時施以補習教育。 | 제11조 보충병은 전시의 필요에 따라 연차에 따라 소집되어, 작전에 참가하고, 임시로 보습교육을 실시한다. |

## 같이 보기
- 징병제
- 대한민국의 보충역
  - 방위병
  - 사회복무요원